# خوسيه سانتاماريا
خوسيه سانتاماريا (بالإسبانية: José Santamaría) مواليد 31 يوليو 1929 في مونتيفيديو، هو لاعب كرة قدم إسباني دولي سابق كان يلعب كمدافع. سبق له أن لعب في كأس العالم لكرة القدم مع منتخب بلاده.

## وصلات خارجية
- الموقع الرسمي

## روابط خارجية
- خوسيه سانتاماريا على موقع الاتحاد الدولي (مؤرشف)  (الإنجليزية)
- خوسيه سانتاماريا على موقع الاتحاد الأوربي (الإنجليزية)
- خوسيه سانتاماريا على موقع قاعدة بيانات كرة القدم.إي يو (الإنجليزية)
- خوسيه سانتاماريا على موقع ناشيونال فوتبول تيمز (الإنجليزية)
- خوسيه سانتاماريا على موقع عالم كرة القدم.نت (الإنجليزية)
- خوسيه سانتاماريا على موقع أوليمبيديا (الإنجليزية)